# Bosnyák Ernő
Bosnyák Ernő, (Zombor, 1876. január 2. – Zombor, 1963. augusztus 9.) vajdasági magyar rendező, operatőr, nyomdász és pecsétvágó. Lifka Sándor mellett a vajdasági filmművészet legfontosabb úttörője.

## Élete
Nyomdásznak tanult, 1892-ben megkapta mesterlevelét, s ezután nekivágott a világnak. 14 évet töltött külföldön, legtöbbet Párizsban. 1906-ban tért vissza Zomborba, magával hozott egy Léon Gaumont filmvetítőt is, s nyomdász szakmájához megfelelően egy sor nyomdatechnikai újítást. Hazatérése után nyomdász szakmáját nem feledve lapkiadásba kezd és a színház termében mozit indít. Előtte Zomborban csak vándormozik működtek, az ő mozija az első állandóan működő mozi. A moziban vetített filmek legnagyobb része híradó jellegű anyag. Felveszi a kapcsolatot a Kristansen nevű forgalmazóval, segítségükkel Max Linder filmekhez jut, amelyek saját bevallása szerint "a közönséget hallatlanul lelkesítették".
Bosnyák Ernő az elsők között alkalmazta a világon a svenk technikát, amely a kamera nagy ívű mozgatását jelenti filmfelvétel közben. Filmgyárához, amit Boer Film néven jegyzett be 1923-ban, számos hazai és külföldi mecénást szerzett, Németországból, Ausztriából is támogatták igyekezetét, a francia Pathé cég is határozott érdeklődést mutatott tervei iránt, csak éppen szülővárosában gáncsolták, előbb megmosolyogták, majd kinevették, végül belebukott a filmezésbe. Annyira tönkrement, hogy filmjeit méterre vágva volt kénytelen eladni helyi drogériáknak és női fodrászoknak, hogy azok körömlakkot készítsenek belőle. Filmjei így mostanra nagyrészt sajnos megsemmisültek.

## Filmográfia
- Terpsichore Birodalmában (1909)
- Szerbek, németek, magyarok és ruszinok játékai és szokásai (1909-1914)
- Rákóczi Ferenc emlékművének leleplezése Zomborban (1912)
- Simi Tobogan (Zombori Vásártér) (1919)
- Az Első Jugoszláv Filmgyár próbafelvételei (1923)
- Hazudj a kedvemért (Die Lüge meiner Wiege) (1923)
- Kedves bölcsőm; Faun (1923-1924)
- Dr. Orlov; Aki keres az talál egy milliót (1925)
- A Szokol ifjúság; A hadsereg és Szokol nyilvános órája Zomborban (1930)
- A zombori római katolikus egyházközség urnapi körmenete (1932)